# نینیان ۴۶۷۸
سیارک ۴۶۷۸ (به انگلیسی: 4678 Ninian، نامگذاری:1990SS4) چهار هزار و ششصد و هفتاد و هشتمین سیارک کشف شده‌است که در ۲۴ سپتامبر ۱۹۹۰ کشف شد.
قدر مطلق سیارک برابر ۱۴٫۰۰ است.